# The Many Saints of Springfield
«The Many Saints of Springfield» (с англ. — «Множественные святые Спрингфилда») — тринадцатая серия тридцать четвёртого сезона мультсериала «Симпсоны». Впервые вышла 19 февраля 2023 года в США на телеканале «Fox».
Премьерный показ серии был посвящён памяти музыканта Дэвида Кросби, скончавшегося 18 января 2023 года в возрасте 81 года, а повторный показ 9 июля того же года — памяти актёра Трита Уильямса, скончавшегося 12 июня в возрасте 71 года.

## Сюжет
Гомер и Мардж просыпаются от взрыва. Мардж смотрит в окно и видит, что горит мусорный бак Неда Фландерса, который выбегает из дома и гасит огонь. После целого ряда несчастий, Мардж заставляет Неда рассказать, что с ним происходит…
Нед объясняет, что его уволили с должности учителя в Спрингфилдской начальной школе. Чувствуя растерянность, Нед бродил по городу, пока не зашёл в католическую церковь, чтобы помолиться. Там он встретил Жирного Тони, который предложил помочь Фландерсу вернуть его старый магазин — «Лефториум». Тогда Нед вступает в партнерство со Спрингфилдской мафией, сам того не осознавая.
Благодаря партнерству Фландерс с Жирным Тони стали близкими друзьями, хотя Нед так и не понимал, чем они занимаются. Однажды Лиза, продавая конфеты, зашла в «Клуб легитимных джентльменов», и увидела там Неда Фландерса. Лиза рассказала Неду, что он работает на мафию, от чего тот шокирован. Нед противопоставился Жирному Тони из-за того, что тот преступник. Фландерс заявил о выходе из мафии, однако Тони зловеще предупреждает, что это может произойти только одним способом — смерть… К счастью Нед смог убежать от головорезов.
Это все и является причиной ряда мстительных несчастий, включая уничтожение его дома. Отправив сыновей к родителям, Нед прячется на чердаке над гаражом Симпсонов. Головорезы следят за Гомером, чтобы выяснить, где прячется Фландерс. Когда Гомер возвращается домой, он идет на чердак, и это увидела мафия. Однако Неда там больше нет. Фландерс пошел к Жирному Тони попытаться убедить его, что он действительно хороший человек. Сначала речь Неда, кажется, сработала, но это не повлияло на решение Тони. Головорезы готовятся убить Неда, и тот раскрывает, что у него под усами «жучок». Тони осознаёт, что Нед всё время работал на правительство, но Фландерс говорит, что он стал информатором для ФБР с тех пор, как Лиза рассказала правду о Тони как преступнике, которое приезжает и арестовывает мафию.
В финальной сцене Неду отстраивают дом, а Гомер гордится отважным поступком соседа.
В сцене во время титров в тюрьме Жирный Тони и Луи спорят о выборе литературы для чтения.

## Производство
Сцена на диване выполнена в стиле кукольной анимации студией «Stoopid Buddy Stoodios», разработавшей сериал «Робоцып». Сценаристом сцены является Том Рут, а режиссёром — Джон Гарватин IV.
В синопсисе эпизода было включено певца Киппа Леннона как приглашенную звезду в роли италоамериканского певца, но его роль из серии была вырезана.

## Культурные отсылки и интересные факты
- Название серии является отсылкой к драме «Множественные святые Ньюарка» (англ. «The Many Saints of Newark»), которая была приквелом к сериалу «Клан Сопрано»[4].
  - Во время монтажа несчастий с Фландерсом играет песня «It’s Bad You Know» Р. Л. Бернсайда, которая также играла в финале 1 сезона «Клана Сопрано»[5].
- Во время полёта в заставке играет «Реквием» Моцарта[5].
- Когда Нед говорит об уходе из школы он вспоминает, что у Барта были оценки C, A, D, F, 12. По словам сценариста серии Эла Джина, это должно было быть отсылкой к эпизоду 29 сезона «Left Behind» (XABF12), когда Нед стал учителем. Однако, X не является буквой оценки в США, поэтому она была заменена на C[6].

## Отзывы
Во время премьеры серию просмотрели 1,37 млн человек с рейтингом 0.4, что сделало её самым популярным шоу на канале Fox той ночью.
Тони Сокол из Den of Geek дал серии четыре звезды из пяти, сказав, что серия «могла бы быть насыщеннее до конца… Неумолимая вера Неда копает что-нибудь сладкое».
Сайт «Bubbleblabber» оценил серию на 6/10.